# Gerhard Bönicke (Dirigent)
Gerhard Bönicke (* 17. September 1913 in Wolmirsleben; † 22. Juli 1999 in Hannover) war ein deutscher Dirigent, Theaterleiter und Kapellmeister.

## Leben
Bönicke wurde 1938 Kapellmeister am Theater in Magdeburg. Ihm gelang Anfang der 1950er Jahre in Hannover eine Wiederbelebung des dort 1949 in Konkurs gegangenen Thalia-Theaters, eines Operettentheaters, für das der Architekt Ernst Friedrich Brockmann zuvor eigens den Ernst-Winter-Saal in den Gebäuden der Hanomag umgebaut hatte.
Unter Bönickes Leitung konnte das Thalia-Theater ab 1957 das Theater am Aegi als neue Spielstätte nutzen. Nach mehr als zwei Jahrzehnten musste Bönicke das Thalia-Theater 1973 aufgeben, da das Opernhaus zum Überleben seine 7000 Abonnenten brauchte. Bönicke war im Aegi finanziell auf einen En-suite-Spielbetrieb angewiesen. Diese Möglichkeit wurde ihm genommen, so hatte er keine andere Wahl, als die am Opernhaus die neu geschaffene Stelle des Ersten  Kapellmeisters für Operette und Musical, zu übernehmen.
Bis zu seiner Pensionierung 1981 setzte sich Gerhard Bönicke zudem für eine Aufwertung der Operette in den Spielplänen des Opernhauses ein.